# ارین دنشام
ارین دنشام (انگلیسی: Erin Densham؛ زادهٔ ۳ مهٔ ۱۹۸۵) از برندگان مدال‌های بازی‌های المپیک تابستانی و اهل استرالیا است.